# Lá ngọc cành vàng
Lá ngọc cành vàng là bộ phim video tình cảm, cổ trang của Việt Nam phát hành năm 1989, do Vũ Châu viết kịch bản và đạo diễn dựa theo tiểu thuyết cùng tên viết năm 1943 của Nguyễn Công Hoan, đồng đạo diễn với Vũ Châu là Phó Bá Nam. Hai diễn chính của phim là Thu Hà và Vũ Đình Thân.
Lá ngọc cành vàng được sản xuất vào thời điểm dòng phim thị trường hay "phim mì ăn liền" lên ngôi, sự thành công của bộ phim cũng giúp nữ diễn viên chính Thu Hà trở thành diễn viên ăn khách và liên tục xuất hiện trong các bộ phim thị trường trong đầu thập niên 1990.

## Nội dung
Lấy bối cảnh miền Bắc Việt Nam đầu thế kỷ 20 với hai nhân vật chính là Nga và Chi. Nga là tiểu thư khuê các, con gái quan Chi phủ, tình cờ gặp chàng thư sinh nhà nghèo tên Chi. Cô được Chi cứu khỏi một tên côn đồ và hai người cảm mến nhau dù bố mẹ Nga rất coi thường Chi và tìm cách chia rẽ họ. Sự cấm đoán dẫn đến việc Chi bị quan chi phủ đánh chết, còn Nga trở thành điên dại.

## Diễn viên
- Thu Hà vai Nga
- Vũ Đình Thân vai Chi
- Trịnh Thịnh vai Ông phủ
- Mai Châu vai Bà phủ
- Như Quỳnh vai Bà tham
- Tất Bình vai Ông tham
- Phương Anh vai Thanh
- Văn Hiệp vai Lại
- Minh Hiền vai Sen
- Văn Toản vai Lý trưởng
- Thu An
- Hoàng Yến
- Mạnh Sinh vai Gã say
- Hòa Tâm
- Ái Đăng

## Sản xuất
Lê Khanh là diễn viên đầu tiên được đạo diễn Vũ Châu lựa chọn cho nhân vật Nga, khi quay được nửa bộ phim thì bà phải tham gia vở kịch "Điều không thể mất" của Lưu Quang Vũ nên phải bỏ dở bộ phim.

## Giải thưởng
| Năm  | Giải thưởng                       | Hạng mục Phiim video | Đề cử             | Kết quả      | Chú thích |
| ---- | --------------------------------- | -------------------- | ----------------- | ------------ | --------- |
| 1990 | Liên hoan phim Việt Nam lần thứ 9 | Phim hay nhất        | Lá ngọc cành vàng | Bông sen bạc | [ 5 ]     |
| 1990 | Liên hoan phim Việt Nam lần thứ 9 | Diễn viên xuất sắc   | Thu Hà            | Đoạt giải    | [ 6 ]     |
| 1990 | Liên hoan phim Việt Nam lần thứ 9 | Quay phim xuất sắc   | Phi Tiến Sơn      | Đoạt giải    | [ 6 ]     |